# Mejoza II
Mejoza II druga je mejotička dioba. Prethode joj mejoza I i citokineza. U mejozi II završava nastanak spolnih stanica. Podfaze mejoze II jesu:
- profaza II
- metafaza II
- anafaza II
- telofaza II.

Druga mejotička dioba je ekvacijska dioba. U njoj se odvajaju sestrinske kromatide.
U mejozi II procesi se odvijaju slično kao u mitozi, s time što su genski rezultati drukčiji. Nakon ovih podfaza mejoze II slijedi citokineza kojom rezultiraju četiri stanice kćeri. One predstavljaju četiri haploidne genski različite gamete koje su nastale od dviju haploidnih stanica koje su nastale u mejozi I.